# 吉川松伏消防組合
吉川松伏消防組合（よしかわまつぶししょうぼうくみあい）は、埼玉県吉川市及び北葛飾郡松伏町によって組織された一部事務組合（消防組合）である。管轄区域は前述の1市1町。

## 概要

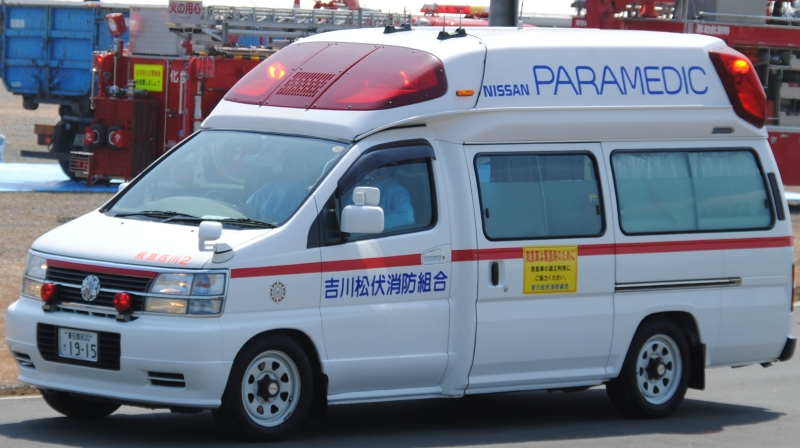
救急車（廃車済み）

- 組合事務所：吉川市大字会野谷481
- 消防本部：吉川市大字会野谷481
- 管内面積：47.84km2
- 職員定数：160人
- 消防署2カ所、分署1カ所
- 主力機械（2020年4月1日現在）
  - 普通消防ポンプ自動車：3
  - 水槽付消防ポンプ自動車：2
  - はしご付消防自動車：1
  - 化学消防自動車：1
  - 高規格救急自動車：5
  - 救助工作車：1
  - 資機材搬送車：3
  - 指揮車：1
  - 調査車：2
  - 連絡車：7
  - 水難救助用ボート：2
  - マイクロバス：1

- 救急車（廃車済み）

## 沿革
- 1971年4月　吉川町及び松伏町が設立した吉川町松伏町消防組合が発足。
- 1971年6月　消防本部を設置。
- 1972年1月　消防庁舎が竣工。消防署を開設。救急業務を開始。
- 1972年3月　松伏町役場敷地内に仮詰所を開設し、救急業務を開始。
- 1973年2月　松伏分署を開設。消防・救急業務を開始。
- 1988年11月　化学消防車を消防署に配備。
- 1992年2月　はしご付消防車を消防署に配備。
- 1994年4月　消防本部及び消防署を現在地に移転し、業務を開始。
- 1994年12月　救助工作車を消防署に配備。
- 1995年4月　松伏分署が松伏消防署に昇格。消防署を吉川消防署に改称。
- 1996年4月　吉川町が市制施行。吉川松伏消防組合に改称。
- 1997年2月　高規格救急車を吉川消防署に配備。
- 1998年4月　松伏消防署が現在地に移転。
- 2000年3月　高規格救急車を松伏消防署に配備。
- 2004年4月　南分署を開設。消防・救急業務を開始。

## 組織
- 組合議会
  - 議員定数：9人（吉川市：5人、松伏町：4人）
- 執行機関
  - 管理者：1人（組合市町の長の協議により組合市町の長のうちから定める）
  - 副管理者：1人（管理者以外の組合市町の長）
  - 会計管理者
  - 監査委員：2人
  - 消防本部 - 総務課、予防課、警防課
  - 消防署

## 消防相互応援協定
管轄区域の境界付近で発生した災害(救急含む)に対して迅速に活動できるよう、隣接する消防機関と交流が深い自治体等の消防機関と「消防相互応援協定」を締結し、日頃から近隣市等で発生した災害へ出動している。
- 近隣市町との応援協定
  - 三郷市消防本部
  - 野田市消防本部（千葉県）
  - 春日部市消防本部
  - 越谷市消防局
  - 草加八潮消防局
- その他の応援協定
  - 埼玉県下消防相互応援協定(埼玉県内のすべての消防機関）
  - 茨城県高速自動車道等における消防相互応援協定（常磐自動車道沿道の消防機関等）
  - 埼玉県防災ヘリコプター応援協定
  - 災害時における石油燃料の供給に関する協定
  - 大規模災害時における物資の供給協力に関する協定
- 埼玉県ドクターヘリ事業

## 消防署
| 消防署     | 住所                | 分署                   |
| ---------- | ------------------- | ---------------------- |
| 吉川消防署 | 吉川市大字会野谷481 | 南：吉川市大字高久1152 |
| 松伏消防署 | 松伏町大字松伏813   | なし                   |

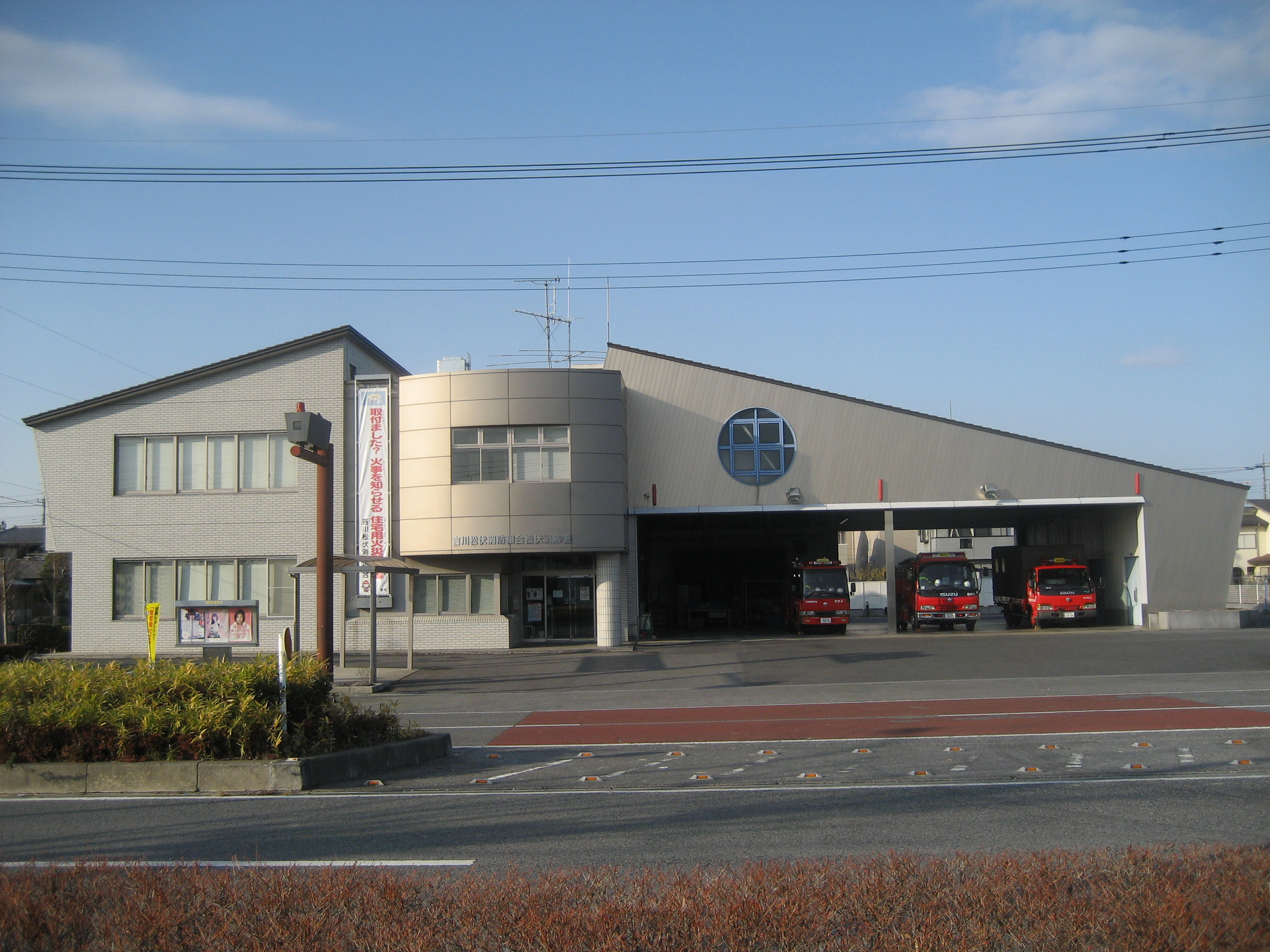
松伏消防署
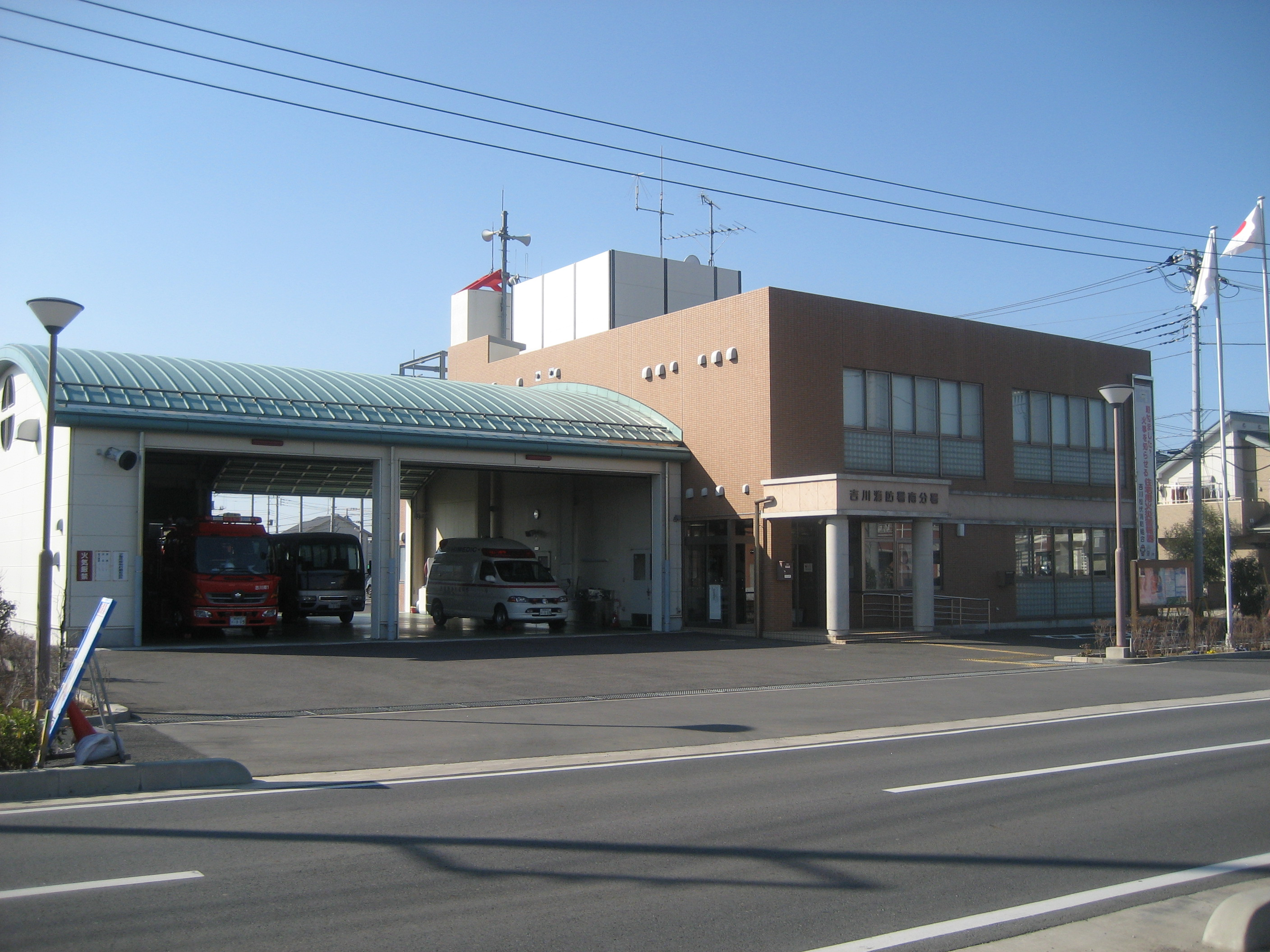
吉川消防署南分署